# Stempel (transport)

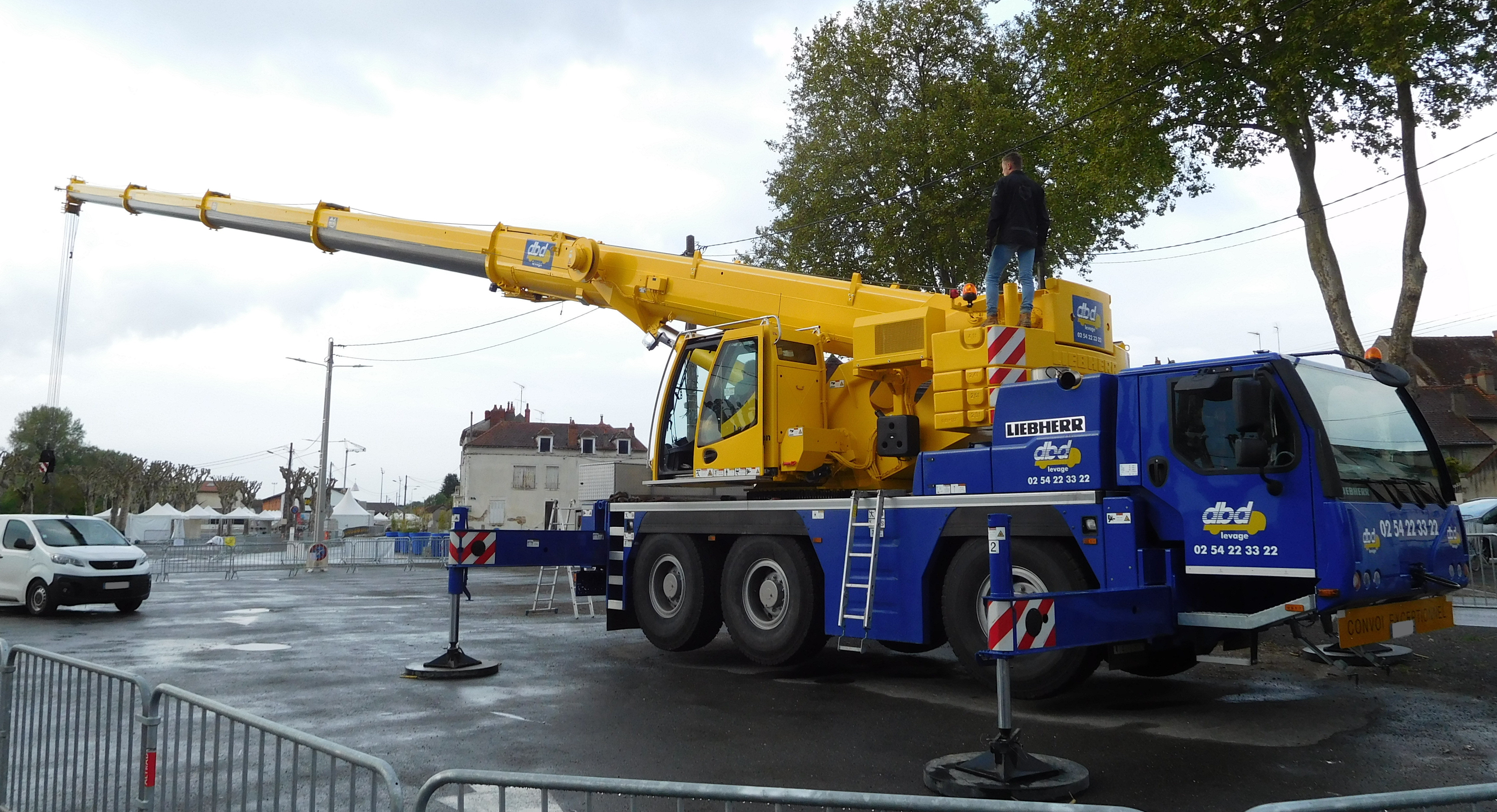
Gestempelde telescoopkraan

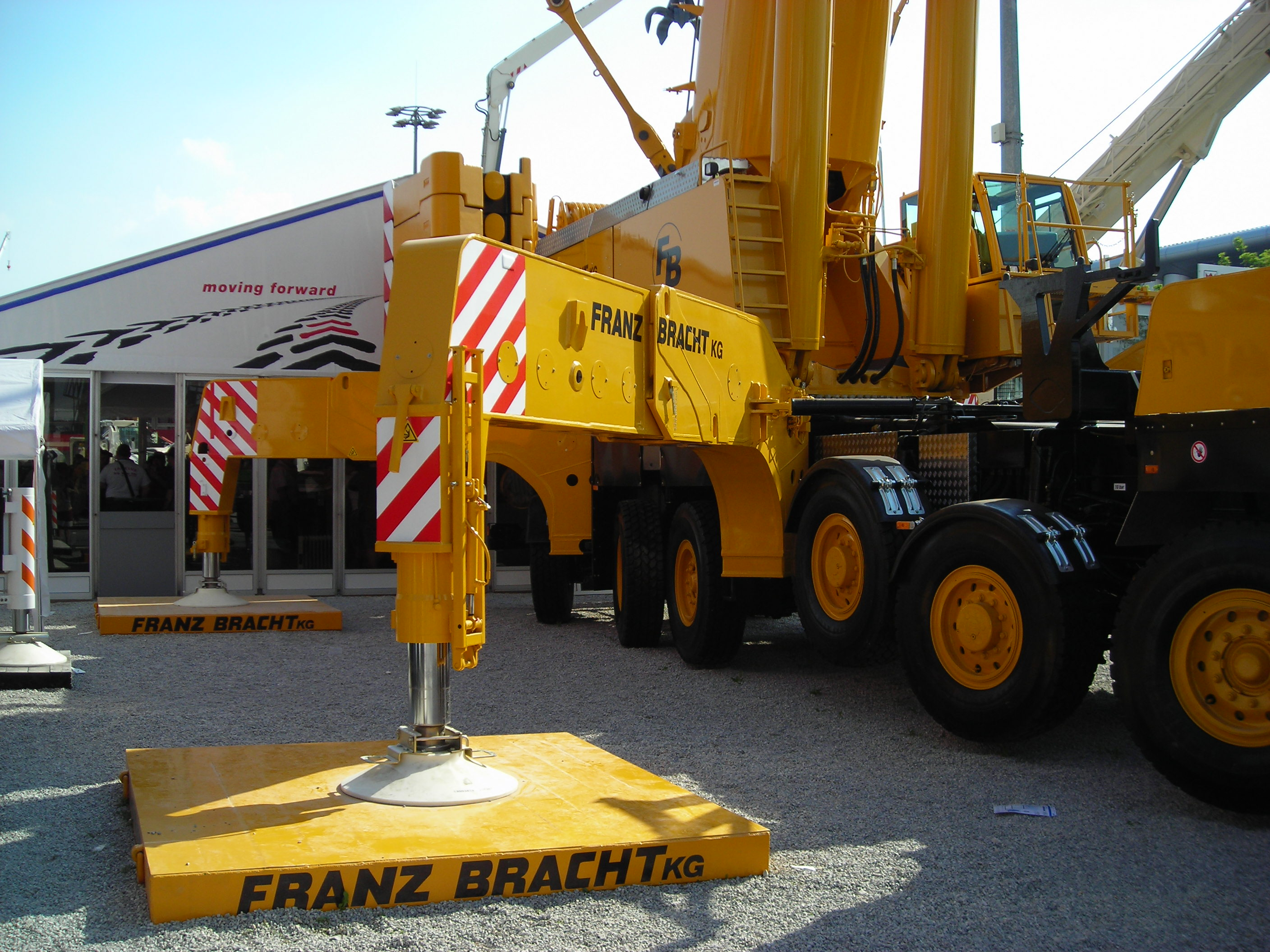
Een stempel met stempelplaat

Een stempel in de transportsector is een steun waarmee een voertuig zijn eigen stabiliteit kan vergroten om te voorkomen dat het kantelt. Stempels zijn nodig als lasten niet recht boven het voertuig moeten worden gehesen, maar ernaast, zoals bij een telescoopkraan of een hoogwerker.
In veel gevallen worden de wielen van een voertuig door zijn stempels geheel vrij van de grond getild. Dit wordt gedaan om al het gewicht van het voertuig te gebruiken als contragewicht en zo het kantelmoment te maximaliseren.
Om de druk op de grond beter te verdelen, en om te vermijden dat de stempel zichzelf in de bodem drukt, wordt onder de stempel een stempelplaat gelegd.